# Isoxya
Isoxya là một chi nhện trong họ Araneidae.

## Hình ảnh

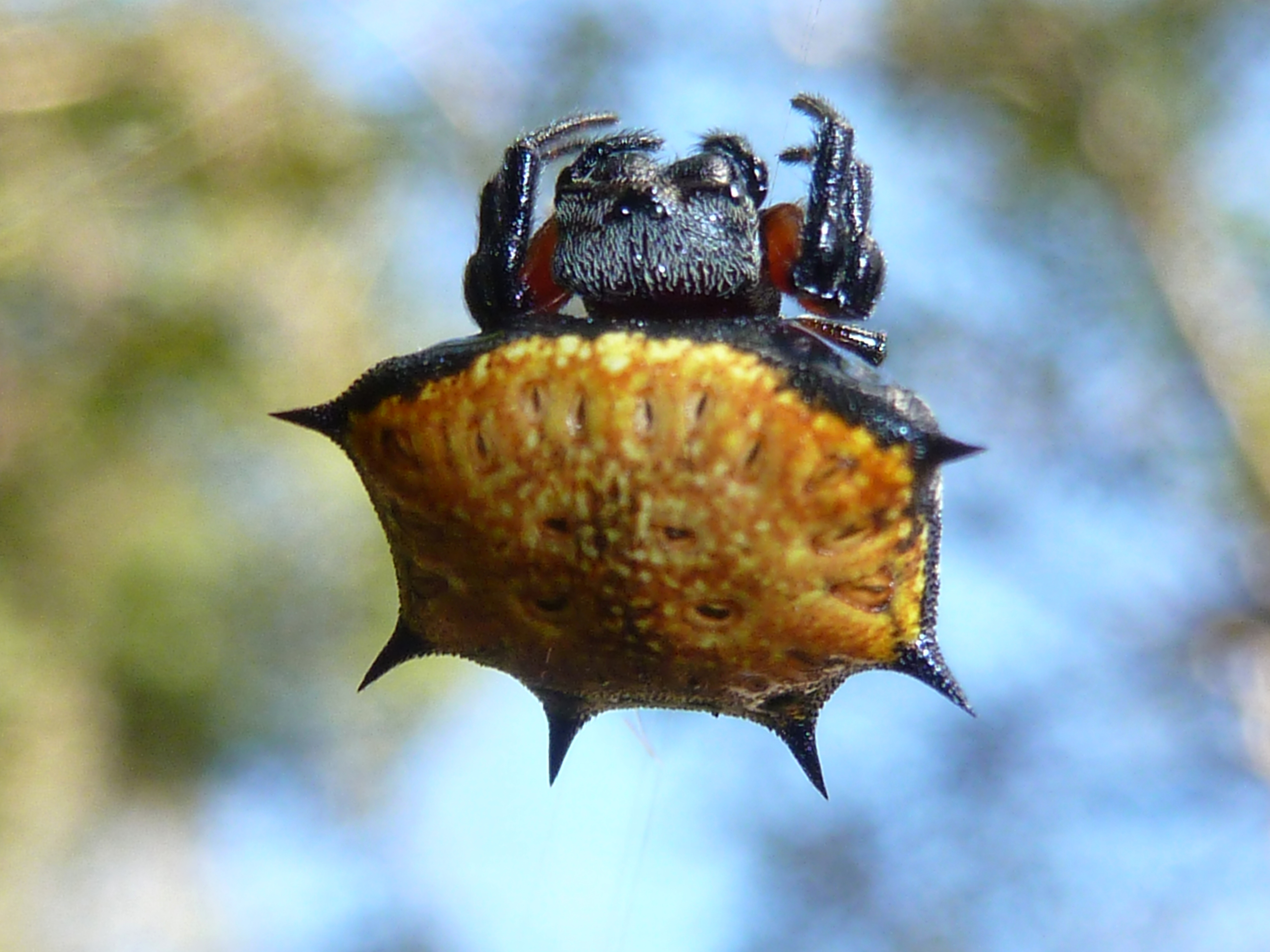